# معادلة الخبرات
نوع جديد من الخدمات بدأ ينتشر عبر المعاهد والجامعات وهو خدمة معادلة الخبرات, والذي ما لبث أن دخل الوطن العربي فحقق انتشار كبير بين فئة كبيرة من الناس الذين لم تسمح لهم الظروف للتحصل العلمي لظروف اقتصادية أو ظروف أخرى منعتهم من اتمام مشوارهم التعليمي. ومعادلة الخبرة هي أحد الطرق الجديدة المعتمدة في الدول المتقدمة مثل الولايات المتحدة الأمريكة والمملكة المتحدة وأستراليا لنيل المؤهل العلمي أو الشهادة الجامعية. وهي باختصار تعتمد على مساواة المعلومات التي تم تحصيلها طوال شهور أو سنوات العمل بالمعلومات اللازمة لنيل المؤهل العلمي في مجال معين.
وكمثال علي ذلك فلو أن شخصا لديه خبرة حوالي 10 سنوات في مجال كالتجارة مثلاً يكون قد اكتسب عملياً خبرة. وهذه الخبرة تقوم على أسس علمية تراكمية والنظريات المعمول بها وتكون متعلقة بهذا المجال بحيث تساوي أو تفوق كم المعلومات التي يتم تحصيلها في 4 سنوات دراسة أكاديمية في كلية التجارة!!. وبالتالي يعتبر هذا الشخص مؤهلاً للحصول على الشهادة الجامعية مباشرة بناء على خبرته ومعلوماته المكتسبة طوال فترة عمله وبدون الحاجة إلى المرور بمراحل التعليم التقليدي.
بهذا التعريف بنظام هذه الخدمة فإن الجامعات التي تعمل تحت إشراف أساتذة مختصون يؤمنون لأي شخص هذه الخدمة لتحسين المستوى العملي أو الوظيفي. حيث أن معظم الجهات الحكومية والخاصة عربية أو غربية أصبحت تعترف بهذه الخدمة.
مع التحقق التام أن الخدمة مرخص لها من طرف الدولة للجامعة أو الكلية التي تعمل بهذا النظام حتى لا يقع الطالب تحت طائلة التزوير أو الحصول على شهادات غير معتمدة، فكثير من الدول الآن تعطي اعتماد وترخيص لهذه الخدمة. لذلك وجب التحقق من الجهات الحكومية قبل التسجيل.